# Davide Appollonio
Davide Appollonio (n. 2 de junho de 1989 em Isernia, Molise) é um ciclista italiano membro da equipa Amore & Vita-Prodir.

## Biografia
Passou a profissional em 2010, e a sua primeira vitória como profissional foi na quarta etapa do Tour de Limousin quando fazia parte da equipa Cervélo.
No final de outubro de 2010, alinhou para a temporada de 2011 pela equipa britânica Team Sky onde correu duas temporadas. Em 2013 passou ao francês Ag2r.
A 14 de junho de 2015 deu positivo por EPO num controle por surpresa efectuado antes da Volta à Eslovénia.
Depois de expirar a sanção de quatro anos, uniu-se às fileiras da equipa Amore & Vita-Prodir.

## Palmarés
2010
- 1 etapa do Tour de Limousin

2011
- 1 etapa do Tour de Luxemburgo
- 1 etapa do Tour de Poitou-Charentes

2019
- 1 etapa da Volta a Portugal

## Resultados em Grandes Voltas
Durante a sua carreira desportiva tem conseguido os seguintes postos nas Grandes Voltas:
| Carreira        | 2009 | 2010 | 2011 | 2012 | 2013 | 2014 | 2015 |
| --------------- | ---- | ---- | ---- | ---- | ---- | ---- | ---- |
| Giro d'Italia   | -    | -    | Ab.  | -    | 168º | F.c. | 123º |
| Tour de France  | -    | -    | -    | -    | -    | -    | -    |
| Volta a Espanha | -    | -    | -    | -    | -    | -    | -    |

-: não participa

Ab.: abandono

F.c.: desclassificado por "fora de controle"

## Equipas
- Cervélo (2009)[4]
- Cervélo (2010)
- Team Sky (2011-2012)
- AG2R La Mondiale (2013-2014)
- Androni Giocattoli-Sidermec (2015)
- Amore & Vita-Prodir (06.2019-)